# Nicolas Antoine Boulanger
Nicolas Antoine Boulanger, född 1722 i Paris, död 1759 i Paris, var en fransk filosof under upplysningen. Han var encyklopedist och ingenjör till yrket.
Asteroiden 7346 Boulanger är uppkallad efter honom.